# Liste der Kulturdenkmale in Bad Tabarz

Die Liste der Kulturdenkmale in Bad Tabarz enthält die Kulturdenkmale, die am 29. Juni 2023 in den Denkmallisten der unteren Denkmalschutzbehörde des Landkreises Gotha zur Gemeinde Bad Tabarz (Stand Dezember 2010) und des Bad Tabarzer Ortsteils Cabarz (Stand November 2008) verzeichnet waren.

## Legende
- Bild: zeigt ein Bild des Kulturdenkmals und gegebenenfalls einen Link zu weiteren Fotos des Kulturdenkmals im Medienarchiv Wikimedia Commons
- Bezeichnung: Name, Bezeichnung oder die Art des Kulturdenkmals
- Lage: Wenn vorhanden Straßenname und Hausnummer des Kulturdenkmals; Grundsortierung der Liste erfolgt nach dieser Adresse. Der Link Karte führt zu verschiedenen Kartendarstellungen und nennt die Koordinaten des Kulturdenkmals.
 Kartenansicht, um Koordinaten zu setzen – in dieser Kartenansicht sind Kulturdenkmale ohne Koordinaten mit einem roten bzw. orangen Marker dargestellt und können in der Karte gesetzt werden. Kulturdenkmale ohne Bild sind mit einem blauen bzw. roten Marker gekennzeichnet, Kulturdenkmale mit Bild mit einem grünen bzw. orangen Marker.
- Datierung: gibt das Jahr der Fertigstellung beziehungsweise das Datum der Erstnennung oder den Zeitraum der Errichtung an
- Beschreibung: bauliche und geschichtliche Einzelheiten des Kulturdenkmals, vorzugsweise die Denkmaleigenschaften
- ID: Die ID identifiziert das Kulturdenkmal eindeutig. In Thüringen sind aktuell keine IDs veröffentlicht. In der ID-Spalte kann sich auch folgendes Icon  befinden, dies führt zu Angaben zu diesem Kulturdenkmal bei Wikidata.

## Einzeldenkmale
| Bild                                    | Bezeichnung                                 | Lage                                        | Datierung | Beschreibung | ID |
| --------------------------------------- | ------------------------------------------- | ------------------------------------------- | --------- | --- | -- |
| Fotos hochladen                         | ehemaliges Erholungsheim „Theodor Neubauer“ | Am Burgholz 30 (Karte)                      | 1953      | ehemaliges FDGB-Erholungsheim, jetzt Hotel. Erster Neubau eines Erholungsheimes der DDR. |    |
| Direkt Bild zu diesem Denkmal hochladen | Bauernhaus                                  | Cabarz, Fischbacher Straße                  |           | Bauernhaus |    |
| Direkt Bild zu diesem Denkmal hochladen | Villa                                       | Friedrichrodaer Straße 5                    |           | Villa einschl. Einfriedung |    |
| Direkt Bild zu diesem Denkmal hochladen | Villa                                       | Friedrichrodaer Straße 7                    |           | Villa |    |
| Direkt Bild zu diesem Denkmal hochladen | Villa                                       | Friedrichrodaer Straße 15                   |           | Villa mit Musiksaal und Umfriedung |    |
| Direkt Bild zu diesem Denkmal hochladen | Villa                                       | Friedrichrodaer Straße 23                   |           | |    |
| Direkt Bild zu diesem Denkmal hochladen | Villa                                       | Friedrichrodaer Straße 25                   |           | |    |
| Direkt Bild zu diesem Denkmal hochladen | Runder Turm                                 | Inselsberg                                  |           | |    |
| Direkt Bild zu diesem Denkmal hochladen | „Romantikschenke“                           | Cabarz, Inselsbergstraße 83                 |           | Gaststätte |    |
| Fotos hochladen                         | Wohnhaus                                    | Langenhainer Straße 4                       |           | Wohnhaus |    |
| Fotos hochladen                         | Wohnhaus                                    | Langenhainer Straße 8                       | um 1820   | Traufständiges, zweigeschossiges Wohnhaus, Durchfahrt rechts mit segmentbogenförmigem Sturz separat, Wohneingang über Freitreppe mit zweiflügliger Tür, Oberlicht, zwei Seitenfenstern und segmentbogenförmiger Verdachung, 6 Fensterachsen, Fachwerkfassaden verputzt und gestrichen, schmales hölzernes Geschossgesims |    |
| Fotos hochladen                         | Wohnhaus                                    | Langenhainer Straße 10                      | um 1800   | Traufständiges, zweigeschossiges Wohnhaus, große Durchfahrt links, Hauseingang mit klassizistischer Verdachung, 10 Fensterachsen, Fenster zum Teil zu zweit oder dritt gekoppelt. Fachwerkfassaden verputzt und gestrichen, hölzernes Geschossgesims.                                                                    |    |
| Direkt Bild zu diesem Denkmal hochladen | Haus                                        | Lauchagrundstraße 1                         |           | Haus |    |
| Direkt Bild zu diesem Denkmal hochladen | Haus                                        | Lauchagrundstraße 3                         |           | Haus |    |
| Fotos hochladen                         | Haus                                        | Lauchagrundstraße 13                        |           | ehem. Wohnhaus von Theodor Neubauer |    |
| Direkt Bild zu diesem Denkmal hochladen | Ehemaliges Prinzessinnenpalais              | Lauchagrundstraße 31                        |           | Ehemaliges Palais |    |
| Direkt Bild zu diesem Denkmal hochladen | Ehemalige Fabrikantenvilla                  | Lauchagrundstraße 56                        |           | Ehemalige Fabrikantenvilla |    |
| Direkt Bild zu diesem Denkmal hochladen | Haus „Tröbst“                               | Lauchagrundstraße 60                        |           | Haus „Tröbst“ |    |
| Direkt Bild zu diesem Denkmal hochladen | Schwemme                                    | Cabarz, Lindenstraße                        |           | Gaststätte |    |
| Fotos hochladen                         | Haus                                        | Cabarz, Lindenstraße 8                      |           | Kleines zweigeschossiges Wohnhaus mit vorkragenden Geschossen. Traufseiten verputzt, Giebelseite mit dekorativ angeordneten Fachwerk. Durchgehender Brustriegel im OG, Fenster zum Teil zu zweit und dritt gekuppelt. |    |
| weitere Bilder Fotos hochladen          | Kirche Cabarz                               | Cabarz, Lindenstraße 12 (Karte)             | 1673      | Barocke Dorfkirche mit Ausstattung |    |
| Fotos hochladen                         | Haus                                        | Reinhardsbrunner Straße 1                   | um 1700   | Traufständiges, zweigeschossiges Wohnhaus mit leicht vorkragendem Obergeschoss. Rundbogiger Mitteleingang mit Oberlicht und reich verzierter Haustür. Links und rechts davon je drei Fensterachsen. Fachwerkfassaden verschindelt und gestrichen.                                                                        |    |
| Direkt Bild zu diesem Denkmal hochladen | Haus                                        | Reinhardsbrunner Straße 18                  |           | Haus |    |
| Fotos hochladen                         | Gedenkstein und Urne Dr. Theodor Neubauer   | Theodor-Neubauer-Park                       |           | Gedenkstein und Urne Dr. Theodor Neubauer |    |
| Fotos hochladen                         | Ehemalige Remise                            | Theodor-Neubauer-Park 3                     |           | Ehemalige Remise, jetzt Touristen-Information, Kneipp-Geschäftsstelle und Informationszentrum Thüringer Wald |    |
| Direkt Bild zu diesem Denkmal hochladen | Wohn- und Geschäftshaus                     | Untergasse 4                                |           | Wohn- und Geschäftshaus |    |
| Fotos hochladen                         | Spindler-Villa einschl. Gartenanlage        | Übelbergweg 1                               | ca. 1870  | Ehemaliger Sommersitz der Berliner Unternehmerfamilie Wilhelm Spindler |    |
| Direkt Bild zu diesem Denkmal hochladen | Ehemaliges Forsthaus „Haus Hubertus“        | Waldstraße 4                                |           | Ehemaliges Forsthaus |    |
| Fotos hochladen                         | Kirche St. Peter und Paul                   | Walther-Rathenau-Straße 1 (Karte)           | 1914      | 1912 bis 1914 errichtete Kirche mit reicher, bauzeitlicher Innenausstattung. Altargemälde (Kopie nach einem niederländischen Meister) von der Ehefrau des polnischen Arztes und Bauherrn des Schlosses Zimmerberg Dr. von Chelstowski gestiftet.                                                                         |    |
| Fotos hochladen                         | Haus                                        | Walther-Rathenau-Straße 2                   |           | Langgestrecktes traufständiges zweigeschossiges ehem. Wohnhaus mit 7 Fensterachsen, Fassaden in Schiefer verschindelt, nach 2018 abgebrochen. |    |
| Direkt Bild zu diesem Denkmal hochladen | Wohnhaus                                    | Zimmerbergstraße 11                         |           | Wohnhaus |    |
| Direkt Bild zu diesem Denkmal hochladen | Denkmal Heinrich Hoffmann                   | Zimmerbergstraße / Heinrich-Hoffmann-Straße |           | Denkmal Heinrich Hoffmann |    |

## Denkmalensembles
| Bild                                    | Bezeichnung     | Lage                                      | Datierung | Beschreibung | ID |
| --------------------------------------- | --------------- | ----------------------------------------- | --------- | ------------ | -- |
| Direkt Bild zu diesem Denkmal hochladen | Ensemble        | Langenhainer Straße 2-12 (gerade Nummern) |           | Ensemble     |    |
| Direkt Bild zu diesem Denkmal hochladen | Ensemble        | Lauchagrundstraße 1-13 (ungerade Nummern) |           | Ensemble     |    |
| Direkt Bild zu diesem Denkmal hochladen | Denkmalensemble | Lindenstraße 3-30                         |           | Ensemble     |    |

## Archäologische Denkmale
| Bild                                    | Bezeichnung                              | Lage        | Datierung | Beschreibung           | ID |
| --------------------------------------- | ---------------------------------------- | ----------- | --------- | ---------------------- | -- |
| Direkt Bild zu diesem Denkmal hochladen | Backofenlöcher und Höhlen im Lauchagrund | Lauchagrund |           | Backofenlöcher, Höhlen |    |
| Direkt Bild zu diesem Denkmal hochladen | Torstein im Lauchagrund                  | Lauchagrund |           | Torstein               |    |
| Direkt Bild zu diesem Denkmal hochladen | Sühne-, Grenzstein im Lauchagrund        | Lauchagrund |           | Sühnestein, Grenzstein |    |

## Weitere denkmalwürdige Gebäude
| Bild                                    | Bezeichnung                                                               | Lage                          | Datierung | Beschreibung | ID |
| --------------------------------------- | ------------------------------------------------------------------------- | ----------------------------- | --------- | --- | -- |
| Fotos hochladen                         | Katholische Kirche, „Maria Mutter der Kirche“, Bad Tabarz, Böttchergasse, | Böttchergasse                 | um 1880   | 1994 von der Methodistischen Kirche erworben und am 24. März 1996 durch Bischof Joachim Wanke geweiht.                                                                                              |    |
| Fotos hochladen                         | Rathaus                                                                   | Theodor-Neubauer-Park 1       | um 1890   | Rathaus der Gemeinde Bad Tabarz |    |
| Fotos hochladen                         | „Verrückte Schule“                                                        | Inselsbergstraße 48           | 1784      | Ehemalige Schule, 1784 erbaut, 1899 zur Straßenverbreitung um vier Meter zurückversetzt. 2001 saniert und als Heimatmuseum und Vereinshaus umgebaut.                                                |    |
| Fotos hochladen                         | Berg-Apotheke                                                             | Lauchagrundstraße 6           | um 1890 ? | Wohn-Geschäftshaus im romantischen Fachwerk-Stil |    |
| Fotos hochladen                         | Mineralien-Museum                                                         | Lauchagrundstraße 20          | um 1890   | Zweigeschossiges Wohn-Geschäftshaus, Erdgeschoss in massivem Ziegelmauerwerk, Obergeschoss in Fachwerk, Giebel mit weit vorkragendem Satteldach und Schwebegespärre aus halbkreisförmigen Bogenwerk |    |
| Direkt Bild zu diesem Denkmal hochladen |                                                                           | Koordinaten fehlen! Hilf mit. |           | |    |